# Grand Žemaitukas
Le Grand Žemaitukas (lituanien : stambieji Žemaitukas, russe : Sustambinto Tip Žemaitukai), ou Žemaitukas moderne, est une race de chevaux de trait originaire de Lituanie. 

## Histoire
Le nom original lituanien de la race est stambieji Žemaitukas. Elle est connue sous les noms de « Grand Žemaitukas » et de « Žemaitukas moderne » en français, ou encore, en russe, de Sustambinto Tip Žemaitukai. L'ancien nom est « cheval d'attelage lituanien de l'Est ».
Il provient de croisements effectués sur le cheptel local lituanien à la fin du XIXe siècle, de race Žemaitukas, avec des étalons d'autres origines, principalement de race Trotteur d'Orlov (dans le Nord-Est du pays) et Suédois du Nord (dans le sud-est),. Il s'agit de répondre aux besoins agricoles de la population lituanienne.
La distinction officielle entre le Žemaitukas et le Grand Žemaitukas remonte à 1946. Le stud-book est créé en 1959, il faut cependant attendre 1985 pour que la race reçoive son nom actuel. Depuis les années 1990, la population a fortement décru, menant le Grand Žemaitukas au bord de l'extinction.

## Description
La taille moyenne est de 1,49 m à 1,52 m, d'après CAB International et la base de données DAD-IS. Cette dernière indique un poids moyen de 509 à 561 kg. Ce cheval a davantage de taille et de puissance que le Žemaitukas originel.
La robe présente des teintes allant de l'isabelle au bai-brun, en passant par le noir,. Le souris est possible, généralement avec une raie de mulet.
La race est réputée sobre et facile d'entretien.

## Utilisations
Le Grand Žemaitukas sert de cheval agricole, mais aussi de selle, de tourisme équestre, et de traction.

## Diffusion de l'élevage
Il s'agit d'une race locale de Lituanie, diffusée dans la totalité de ce pays. L'étude menée par l'Université d'Uppsala, publiée en août 2010 pour la FAO, signalait le Zematukai (Modern type) comme race de chevaux locale européenne en danger critique d'extinction. DAD-IS signale (en 2018) qu'il s'agit d'une race rare, avec environ 680 représentants recensés en 2016. Le guide Delachaux (ed. 2016) indique un cheptel beaucoup plus faible, de l'ordre de 150 sujets et 40 naissances annuelles.